# 倫紫玄
倫紫玄（Nadia Lun，1986年11月24日—），生於香港，籍貫廣東東莞，前無綫電視及香港電視網絡藝員。

## 簡介
倫紫玄畢業於中華基督教會蒙民偉書院。入行前爲國泰航空機艙服務員，2008年度香港小姐競選參賽者，奪得「網上最受歡迎佳麗」獎，落選後加入香港無綫電視成爲旗下藝員，參演過多部電視劇，主要以配角及跑龍套爲主。
2013年，倫紫玄轉投香港電視網絡，結束與無綫電視達5年之賓主關係。《情越海岸線》及《衝上雲霄II》是最後有份在無綫電視的演出作品。首部在香港電視出演的作品是《客家女人》（後易名爲《來生不做香港人》），飾演Pancy一角。
2016年，其姓名更改为伦羽廷。

## 演出作品

### 電視劇（無綫電視）
| 首播   | 劇名            | 角色                        |
| 2009年 | 女人最痛        | Paula                       |
| 2010年 | 情人眼裏高一D   | 燒 賣                       |
| 2010年 | 老公萬歲        | Zoe                         |
| 2010年 | 飛女正傳        | Rosanne、「容氏集團」職員   |
| 2010年 | 囧探查過界      | 廖碧珠（Jade）              |
| 2010年 | 居家兵團        | Michelle女友（第6-7集）     |
| 2010年 | 情越雙白線      | 「潮發記茶餐廳」之客人      |
| 2010年 | 依家有喜        | 索女（第7集）               |
| 2010年 | 讀心神探        | 窮 女                       |
| 2011年 | 魚躍在花見      | 職員（第16集）              |
| 2011年 | Only You 只有您 | 酒吧女客人                  |
| 2011年 | 真相            | 護 士                       |
| 2011年 | 天與地          | 搖滾音樂節樂迷（第29-30集） |
| 2012年 | On Call 36小時  | 陳姑娘（腫瘤科護士長）      |
| 2012年 | 心戰            | Iris                        |
| 2012年 | 飛虎            | 模特兒（第1集）             |
| 2013年 | 女警愛作戰      | Matthew之妻                 |
| 2013年 | 情越海岸線      | Jessica.Q                   |
| 2013年 | 衝上雲霄II      | 顧夏陽酒伴（第22集）        |

### 電視劇（香港電視）
| 首播   | 劇名           | 角色       |
| 2014年 | 來生不做香港人 | Pancy      |
| 2015年 | 我阿媽係黑玫瑰 | Cathy      |
| 2015年 | 導火新聞線     | Cola       |
| 2015年 | 歲月樓情       | 物理治療師 |
| 2015年 | 夜班           |            |

### 電影
- 2009年：《Laughing Gor之變節》飾 公關小姐

### 娛樂節目
- 2011年：《華麗明星賽》飾 Star Lady

## 外部連結
- 倫紫玄的Instagram帳戶
- 倫紫玄的新浪微博
- 倫紫玄在香港影庫上的簡介